# Alexander Schuck
Alexander Schuck (* 18. Mai 1957 in der Leipzig) ist ein ehemaliger deutscher Kanute. Er wurde gemeinsam mit Olaf Heukrodt 1985 Kanusport-Weltmeister und nahm 1988 für die Deutsche Demokratische Republik an den Olympischen Spielen teil. In seiner aktiven Zeit startete für den SC DHfK Leipzig.

## Karriere
Bei den Weltmeisterschaften 1983 gewann er gemeinsam mit Olaf Heukrodt im Canadier-Zweier über die 1000 Meter die Silbermedaille hinter dem Team aus Rumänien. Zwei Jahre später gewannen sie gemeinsam bei den Weltmeisterschaften 1985 in derselben Bootsklasse die Goldmedaille.
Vom Nationalen Olympischen Komitee der DDR wurde er für die Olympischen Sommerspiele 1988 in Seoul nominiert und startete gemeinsam mit Thomas Zereske vom SC Neubrandenburg im Zweier-Canadier über 500 Meter. Sie qualifizierten sich für den Finallauf und verpassten dort mit einem fünften Platz eine Medaille.

## Privates
Er ist mit Silke Hörner, Olympiasiegerin und Weltmeisterin im Schwimmen, verheiratet. Er ist der Vater von der deutschen Kanutin Marina Schuck und der Onkel der deutschen Kanutin Anett Schuck.